# Федюшкин, Федул Филиппович
Феду́л Фили́ппович Фе́дюшкин (5 апреля (17 апреля) 1818, Червлённая, Кавказская губерния — 15 июля (27 июля) 1881, Ессентуки, Терская область) — русский военный, генерал-майор (1867), служивший в казачьих войсках. Герой Кавказской войны, командир соединений Кавказского линейного казачьего войска и Терского казачьего войска. Собиратель архивных документов и преданий по казачьей истории.
Из гребенских казаков, с 1834 года служил в Гребенском казачьем полку Кавказского линейного казачьего войска, полковой адъютант (с 1841 года). Участвовал во многих боях Кавказской войны, отличился, в частности, во время сражения на реке Валерик (1840) и так называемого «Сусловского дела» (1846). С 1853 года служил во 2-м Сунженском казачьем полку. В 1858 году — командир 2-го Сунженского полка, в 1861-м — 5-й бригады Терского казачьего войска, в 1862-м — 1-й (Волгской) бригады ТКВ. В 1871 году назначен атаманом 1-го военного (Пятигорского) отдела Терского войска.
Скончался в должности атамана. Собирал архивные документы по истории казачества — приказы, реляции и письма кавказских военачальников, а также казачьи исторические предания. Получил потомственное дворянство (1872).

## Биография

### Происхождение
Федул Федюшкин родился 5 апреля 1818 года в станице Червлённой, в единоверческой семье. По преданию, фамилия Федюшкиных происходит от имени гребенского казака Фёдора («Федюшки»), погибшего в неудачном Хивинском походе князя А. Бековича-Черкасского в Хивинское ханство в 1717 году. Потери Гребенского казачьего войска в этой военной экспедиции оказались столь существенны, что в гребенских «городках» на Тереке сформировалась целая группа фамилий, данных детям погибших казаков и образованных от имён отцов (в уменьшительной форме): Андрюнькины, Борискины, Семёнкины, Федюшкины и другие.
Дед Федула Емельян и отец Филипп были неграмотными, однако успешно занимались предпринимательством. Емельян с братьями владел винокуренным заводом, Филипп, кроме того, занимался откупами, сдавая зимние и осенние пастбища станицы Червлённой ногайцам, а также, вероятно, сам разводил скот. По некоторым сведениям, к началу XX века крупнейшие стада в Червлённой принадлежали именно Федюшкиным.

### Начало службы
Федул Федюшкин поступил на службу в Гребенской казачий полк Кавказского линейного казачьего войска 15 декабря 1834 года. 12 апреля 1839 года он был произведён в урядники. Активный участник Кавказской войны. Был в сражении при реке Валерик 11 июля 1840 года. Генерал-лейтенант А. В. Галафеев писал в Журнале военных действий отряда левого фланга Кавказской линии об этом дне:

Когда я возвращался назад к месту главного действия, другая менее значительная, но более дерзновенная партия, отрезанная от своих скопищ чеченцев, выскочивши из лесу и отдалившись от него на значительное расстояние, открыла по конвою моему прицельный ружейный огонь; но командующий тем конвоем есаул Баталкин вместе с состоящим по кавалерии поручиком бароном Фридериксом, с детьми генерал-майора Мусы-Хасаева корнетами: Хасаем и Султаном Мурабом Уцмиевыми, корнетом Абу-Мусселим Каплановым и бакинским беком прапорщиком Казим-Беком Салимхановым, быстро пронеслись между лесом и партиею чеченцев, стремительно напали на оную и почти всех изрубили, при чём особенно отличились урядники: Моздокского линейного казачьего полка Усачёв и Гребенского полка Юпла Семёнкин и Федул Федушкин.
За отличие в сражении Федюшкин получил чин зауряд-хорунжего. 1 мая 1841 года он стал полковым адъютантом Гребенского полка. 17 февраля 1844 года участвовал в стычке с партией горцев во главе с Шуаиб-Муллой при попытке их переправиться через Терек у слободки Николаевской и в дальнейшем преследовании этого отряда до Старого Юрта. 17 января 1845 года принимал участие сразу в двух боях — с двумя партиями чеченцев, переправившихся через Терек у поста Ключенского с целью угона скота, и с ещё одним чеченским отрядом, напавшим на станицу Паробочевскую. Обе атаки казаками Гребенского полка были отражены (во втором случае — совместно с командой егерей Куринского егерского полка либо, по другим данным, Кабардинского егерского генерал-адъютанта князя Чернышёва полка). Вероятно, за отличие именно в этих столкновениях 27 июля 1846 года Федул Федюшкин получил в награду 100 рублей.
21 марта 1845 года вместе с полком, под командованием майора А. А. Суслова, Федюшкин был в набеге за Тереком (целью набега было отбить у чеченцев скот). В апреле того же года произошёл новый крупный бой с горцами. В связи с опасностью вторжения больших сил Шамиля на Кумыкскую плоскость 10 апреля в Червлённой собрался отряд генерал-лейтенанта Г. Х. Гасфорда, а в укреплении Амир-Аджи-Юрт — отряд майора Суслова. 12 апреля чеченцы численностью до 8 тысяч человек, с тремя орудиями, атаковали укрепление Умахан-Юрт и разграбили поселённые вблизи него аулы Умахан-Юрт и Аласхан-Юрт. На выручку выступили генерал Гасфорд и отряд из укрепления Куринского. За бой 12 апреля Федул Федюшкин был произведён в хорунжие, получив, таким образом, офицерский чин (это произошло уже 20 апреля).

### Офицер
Адъютант Федюшкин был ранен пулей в бедро. Суслов понял, что тот ранен.

— Ты ранен? — спросил он его.

— Да, нога раздроблена, — отвечал адъютант.

— Эка важность! — сказал подполковник. — Уцепись за меня, за свою лошадь, цепляйся за что можешь, но не падай, тебя знают как самого храброго из нас; если ты упадёшь, то подумают, что ты убит, а это обескуражит наших.

— Будьте спокойны, — отвечал раненый, — я не упаду.

И действительно, он остался на ногах; только нашёл он точку опоры в себе — в своей храбрости.

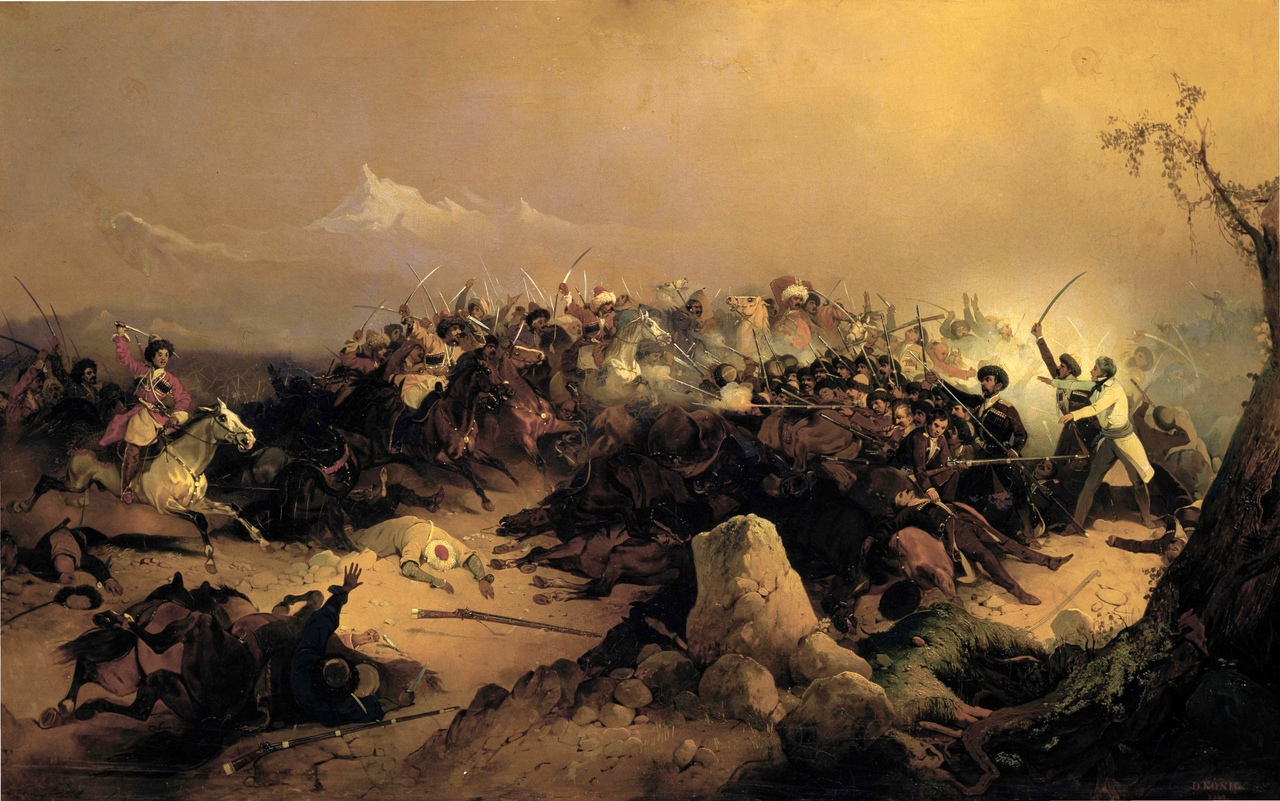
Бой с чеченцами под Акбулат-Юртом. Картина Д. Е. Кёнига, 1849

Полковой адъютант Федюшкин был ранен во время известного «Сусловского дела» 24 мая 1846 года. В этот день качкалыковский наиб Бата Шамурзаев выдвинулся к мирному аулу Акбулатюрт, чтобы принудить его жителей переселиться в горы, под власть Шамиля. Командир Гребенского полка майор Суслов с частью сил переправился в Амир-Аджи-Юрте на правый берег Терека, чтобы помешать этому, и в 8 верстах от переправы столкнулся с неприятелем. Численность чеченской партии, окружившей Суслова, впоследствии оценивалась в 1,5 тысячи человек, в казачьем каре оказался 91 человек (82 казака, 7 офицеров, сам майор Суслов и помещик станицы Шелкозаводской отставной капитан А. А. Хастатов). Несколько часов продолжалась перестрелка, пока чеченцы не отступили ввиду прибытия от укрепления Куринского на помощь гребенцам отряда подполковника барона Е. И. Майделя с артиллерией.
Потери убитыми были невелики, но большинство казаков и офицеров в перестрелке были ранены. Хорунжий Федюшкин был ранен «ружейной пулей в левое бедро навылет», оставаясь, однако, на ногах до конца боя. Позднее об этом писал, со слов генерал-лейтенанта А. А. Суслова, Александр Дюма-отец в своём путевом очерке «Кавказ» 1859 года. 25 июля 1847 года за отличия в делах против горцев в 1846 году герой «Сусловского боя» Федюшкин был награждён орденом Святой Анны 4-й степени с надписью «За храбрость».
1 апреля 1847 года Федюшкин принимал участие в стычках с группой чеченцев, переправившихся через Терек у поста Верхнепротоцкого (район станицы Новогладковской), захвативших скот жителей Червлённой и ушедших обратно за реку. За бои с горцами в период с 16 ноября по 23 декабря того же года ему был пожалован орден Святой Анны 3-й степени с бантом (20 июля 1848 года). С 20 июля 1850 года — есаул, чин присвоен за отличия по службе. Наградой за участие в столкновении с неприятелем 3 апреля 1850 года стал орден Святой Анны 2-й степени (награждён 2 февраля 1851 года). С 25 апреля 1853 года — войсковой старшина, чин присвоен за заслуги в стычках с горцами.
6 сентября 1853 года Федул Федюшкин был прикомандирован ко 2-му Сунженскому казачьему полку, а уже 6 апреля следующего года стал заседателем полкового правления. 16 июля 1854 года он получил орден Святого Владимира 4-й степени с бантом. Продолжал активно участвовать в боевых действиях. Был в бою 16—17 апреля 1855 года, 20 мая того же года был контужен у аула Мескер-Юрт на реке Джалке, 15 июля ранен тремя пулями в перестрелке при возвращении с Шалинской поляны во время операции по отбитию скота. Принимал участие в боях зимы 1855—1856 годов. 27 августа 1856 года в ходе столкновения с неприятелем у станицы Щедринской, согласно послужному списку Ф. Ф. Федюшкина, были отбиты пленные, а 4 ноября произошла перестрелка с его участием между постами Антиповским и Растяжным, вновь в окрестностях Щедринской. В результате 21 июля 1857 года Федюшкину был присвоен чин подполковника, за отличие в делах против горцев зимой 1855—1856 годов. 8 августа ему было объявлено Высочайшее благоволение за бой 16—17 апреля 1855 года.

### На командных должностях
В конце 1857 и начале 1858 года подполковник Федюшкин продолжал участвовать в столкновениях с горцами. 11 апреля 1858 года он был назначен командиром 2-го Сунженского полка. В том же году, 26 октября, ему была пожалована золотая шашка с надписью «За храбрость» — за боевые заслуги в период с 20 октября 1857 по 1 мая 1858 года. Затем последовали другие пожалования: 31 мая 1859 года — денежная награда в размере полугодового оклада за успехи во время военных действий в Чечне в 1858—1859 годах, 14 октября того же года — 800 десятин земли, 24 октября — чин полковника за отличие в боях в 1859 году. Наконец, 17 февраля 1860 года за заслуги в окончательном покорении Восточного Кавказа в предыдущем году Федул Федюшкин получил императорскую корону к ордену святой Анны 2-й степени с мечами.
В 1860 году полковник Федюшкин был задействован в подавлении восстания в Аргунском округе новообразованной Терской области. В частности, в ноябре отряд под его командованием, по приказу генерал-майора М. А. Кундухова, разорил аул Джумло, принимавший участие в мятеже, жители аула были выселены с гор на равнину. 5 октября 1861 года Федюшкин стал командиром 5-й бригады Терского казачьего войска, созданного в результате разделения Кавказского линейного войска. Через два месяца, 9 декабря, он был награждён орденом Святого Владимира 3-й степени с мечами — в ознаменование заслуг в делах против горцев в 1859 году.
27 мая 1862 года Федул Федюшкин был назначен командовать 1-й бригадой Терского войска, в состав которой входили 1-й и 2-й Волгские полки, а штаб-квартира находилась в станице Ессентукской. 18 августа 1863 года в составе депутации от Терского казачьего войска он был представлен императору Александру II. Делегация произвела хорошее впечатление, и 25 августа царь пожаловал её участникам ряд наград. Полковнику Федюшкину был пожалован бриллиантовый перстень с вензелем Его Величества. Находясь в должности командира Волгской бригады, в последующие годы он получил знак отличия беспорочной службы за XV лет (22 августа 1865 года), чин генерал-майора за отличия по службе (21 июля 1867 года) и орден Святого Станислава 1-й степени (30 августа 1870 года).
Наивысший пост в своей военной карьере генерал Ф. Ф. Федюшкин занял 9 февраля 1871 года — в этот день он стал атаманом 1-го военного (Пятигорского) отдела Терского казачьего войска. 8 сентября того же года ему было объявлено Высочайшее благоволение за достижения по службе, а 16 марта 1872 года даровано потомственное дворянство (при этом дело о дворянском гербе генерал-майора Федюшкина было открыто Гербовым отделением Департамента герольдии Правительствующего сената ещё в 1869 году). 30 апреля 1874 года последовало награждение орденом Святой Анны 1-й степени.
Будучи командиром 1-й бригады и атаманом отдела, генерал проживал в Ессентукской, в собственном доме. Автор начала XX века писал:

У Федюшкиных в Ессентуках дом известный: двор целая крепость. Целый квартал обнесён каменною стеною и дома, стоящего посреди двора, из-за неё не видно. Вдобавок, вокруг дома сад с высокими раинами.

### Смерть и наследие
Ф. Ф. Федюшкин интересовался историей казачества, делал выписки из архивных документов, хранил казачьи предания. Являясь полковым адъютантом Гребенского полка на протяжении нескольких лет, он копировал и собирал реляции, приказы и письма кавказских военачальников. Согласно сведениям историка-краеведа Г. А. Ткачёва, Федюшкиным были сделаны копии реляций А. А. Суслова и генерала А. П. Пулло, приказов генералов П. С. Верзилина и Е. А. Головина, копия известного письма А. П. Ермолова командиру Кабардинского пехотного полка подполковнику В. А. Булгакову, в котором Ермолов называет Булгакова трусом. В 1876 году исследователь казачьей старины И. Д. Попко, собирая материалы для истории гребенского казачества, побывал у генерала Федюшкина и получил от него рукописный сборник преданий из гребенского фольклора (исторических стихотворных сказов), собранный поручиком Кабардинского полка И. Раздорским в 1830-х либо в начале 1840-х годов.
Генерал-майор Федюшкин неожиданно скончался, находясь в должности атамана отдела, 15 июля 1881 года. Он был похоронен в ограде церкви Святого Николая Чудотворца в Ессентуках. Впоследствии здесь же появилась могила его тестя, генерала Е. Ф. Семёнкина. Могилы генералов и членов их семейств сохранились. Улица в Ессентуках, на которой стоял дом Федюшкиных, — нынешняя улица Титова (усадьба занимала квартал между современными улицами Титова и Гагарина), — ранее называлась Федюшкинской.

## Семья

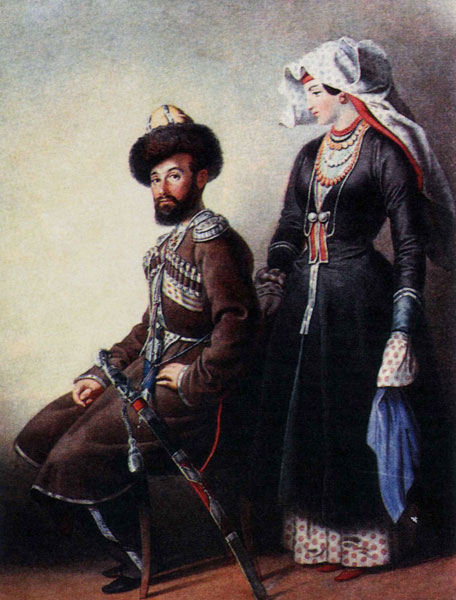
Г. Г. Гагарин. Поручик Гребенского казачьего полка Федюшкин и его жена

Герб Федула Федюшкина

Первая жена — казачка станицы Новогладковской Елена Осиповна Павлина. Изображена вместе с мужем на акварели 1846 года авторства художника-любителя князя Г. Г. Гагарина, хранящейся в Дагестанском художественном музее.
Вторая жена — Евдокия Евпловна Семёнкина (1838—1891), дочь генерал-лейтенанта Е. Ф. Семёнкина, тоже уроженца Червлённой и героя сражения на реке Валерик. Сыновья от второго брака:
- Александр (род. 1863) — военный.
- Анатолий (1868 — после 1918) — есаул, председатель совета общества взаимного кредита, член правления общества благоустройства Ессентуков, почётный блюститель Первого Ессентукского училища[36]. Владелец санатория «Вера» на 120 мест в Ессентуках. В 1918 году арестован как заложник, сведения о дальнейшей судьбе отсутствуют[35].

## Награды
- Орден Святой Анны 4-й степени с надписью «За храбрость» (1847)
- Орден Святой Анны 3-й степени с бантом (1848)
- Орден Святой Анны 2-й степени (1851)
- Орден Святого Владимира 4-й степени с бантом (1854)
- Золотое оружие «За храбрость» (1858)
- Императорская корона к ордену Святой Анны 2-й степени с мечами (1860)
- Орден Святого Владимира 3-й степени с мечами (1861)
- Бриллиантовый перстень с вензелем Его Величества (1863)
- Орден Святого Станислава 1-й степени (1870)
- Орден Святой Анны 1-й степени (1874)[14][17][24]

## Герб
Родовой дворянский герб Федула Филипповича Федюшкина был утверждён решением императора 16 марта 1872 года и внесён в Часть 15 Сборника дипломных гербов Российского Дворянства, невнесённых в Общий Гербовник. Описание герба (то есть, блазон) из дворянского диплома, по данным И. В. Борисова:
В голубом щите накрест два серебряных с золотыми рукоятками меча. На них стоит золотой сокол с красными глазами и языком. Он держит в клюве лавровую ветвь. Над щитом дворянский коронованный шлем с тремя страусовыми перьями. Среднее голубое, правое серебряное, левое золотое. Намёт справа голубой с серебром, слева голубой с золотом.